# 溴化亚金
溴化亚金是一种无机化合物，化学式为AuBr。它可由三溴化金在一定的温度和压力下分解得到。它有两种结构，一种（I-AuBr）和氯化亚金同构，有体心四方晶胞，晶胞参数为a=6.734A，c=8.674A，空间群为I41/amd。另一种和碘化亚金同构，为原始的四方晶胞，a=4.296A，c=12.146A，其空间群为P42/ncm。这两种结构的单晶都可以通过化学气相转移制得。少量的Al、Ga和Fe可用作I-AuBr转移过程的催化剂。

## 拓展链接
- Gold bromide on webelements